# Pyrenaearia carascalopsis
Pyrenaearia carascalopsis es una especie de molusco gasterópodo de la familia Hygromiidae.

## Distribución geográfica
Es endémica del Pirineo de Huesca y Lérida (España) y Mediodía-Pirineos (Francia).